# Cadborosaurus willsi
Cadborosaurus willsi, conegut familiarment com a «Caddy», és el nom donat a un serpent marí que suposadament viu a la costa del Pacífic de Nord-amèrica. El seu nom ve de Cadboro Bay, a Victoria (Colúmbia Britànica), i del mot grec sauros, que vol dir ‘llangardaix’ o, menys literalment, ‘rèptil’. S'assembla en aspecte i comportament a diversos monstres aquàtics com l'ogopogo o el monstre del llac Ness.